# Ескимоски очила
Ескимоските очила, известни още като снежни очила, (на инуктитут: ilgaak или на инуктитут: iggaak) са вид очила, традиционно използвани от инуитите и юпиките в Арктика за предотвратяване на снежна слепота.

## Описание
Инуитските очил за сняг са изобретени от коренното население на Арктика с цел защита на очите.  Обикновено са изработени от твърд материал като дърво  (особено смърч), кост, моржови бивни, рог на карибу, или в някои случаи морска трева (Paspalum vaginatum), като имат, или две цепки за очи, или един непрекъснат хоризонтален отвор.  Тези очила служат като жизненоважна адаптация, която предпазва от ярко слънце, студ, вятър и отразена ултравиолетова светлина, която може да увреди незащитените роговици.  През лятото в Арктика има постоянна дневна светлина. В най-отдалечената точка на север — т.е. на Северния полюс — има шест месеца непрекъсната дневна светлина всяка година. Такава продължителна слънчева светлина може да стане опасна за очите, особено когато прекарвате дълги периоди върху силно отразяващ лед или сняг. Арктическото слънце може да бъде свързано със снежна слепота - вид слънчево изгаряне, което може да доведе до временна слепота и болка в очите. За да предотвратят слепота по време на пролетни и летни дейности, инуитите и други северни народи в арктически страни са измислили различни средства за защита на очите си. Различният климат, география и наличните материали водят до появата на няколко разновидности на очила за сняг.
Заготовката е издълбана, за да пасне на лицето на носещия, а един или повече тесни хоризонтални процепи са издълбани отпред. Очилата прилепват плътно към лицето, така че единствената светлина, която влиза, е през процепите, а понякога се прилагат сажди отвътре, за да се намалят отблясъците. Прорезите са направени тесни не само за намаляване на количеството влизаща светлина, но и за подобряване на зрителната острота. Колкото по-голяма е ширината на процепите, толкова по-голямо е зрителното поле.  Те имат двойна цел от една страна защитават зрението, а от друга са участници в културни практики на телесна украса и визуална трансформация.

## История
Изследването на северноамериканска Арктика от европейците започва през шестнадесети век, то било белязано от постоянни предизвикателства в навигацията. Ранни изследователи като Джордж Бест документирали екстремни условия, в които трудно се вижда, и които правили пътуването по море коварно. В писмата си за пътуванията му той разказва на Мартин Фробишър през 1577 и 1578 г., че условията са много тежки, и че моряците не могат да се видят един друг, нито да отворят очите си, за да боравят с управлението на кораба.
Учени като Кристофър Хойер твърдят, че европейците са заклеймили Арктика като "не-обект" - терен, който е физически и въобще цялостно неблагоприятен. Пейзажът многократно е представян като безплоден, лишен от значими топологични маркери или културно значение. Тази евроцентрична перспектива коренно не разбирала богатите познания за околната среда на местните жители.
За разлика от европейските възприятия, арктическите коренни народи, особено инуитите, са разработили сложни визуални технологии и практики. Тяхното разбиране за околната среда било дълбоко нюансирано, като визията играела централна роля в оцеляването и културната интерпретация.
Хенри Елис през осемнадесети век предоставя важна ранна документация за технологичните иновации на инуитите. Той описва очилата за сняг или „Снежните очи“ като критичен инструмент за предотвратяване на снежна слепота.
Археологическите разкопки сочат, че те са били високо ценени, тъй като са били намирани очила в гробове на инуити, това показва тяхното културно значение. Европейците бързо разпознават изобретателността зад тези предмети.
Въпреки това, антрополозите и кураторите на музеи от деветнадесети и двадесети век често са спорели за възможността тази технология да не е била създадена от интуитите, а от самите европейци. Но те погрешно са предполагали, че иновации като очила за сняг трябва да са били въведени от европейски изследователи, разкривайки дълбоко вкоренени предразсъдъци за технологичните способности на местното население.
Дарението на чифт очила за сняг от сър Ханс Слоун на Британския музей през 1753 г. представлява ранно признание за технологичната способност на инуитите. Елис отбеляза, че тези очила не само защитават зрението, но са станали толкова интегрирани в арктическите култури, че инуитите били гледали през тях, "както ние правим през телескопи“, когато наблюдаваме отдалечени обекти.
Археологически доказателства потвърждават, че очилата за сняг са били използвани от коренното население на Арктика от хилядолетия. Най-ранните исторически доказателства включват чифт намерени на остров Бафин, който бива датиран на 1200 г.сл. Н. Е.
Те представляват много повече от просто защитно устройство - те били сложен културен артефакт, въплъщаващ сложно разбиране за адаптиране към околната среда и визуално възприятие.
Историческият разказ за изследването на Арктика е по същество нещо повече от географско откритие. Той представя една дълбока конфронтация между различни начини за виждане, разбиране и обитаване на предизвикателен екологичен регион. Писанията на европейските изследователи разкриват повече за собствените им ограничения и възприятията, отколкото за действителната сложност на коренното население на Арктика.

## Култура
Инуитските очила за сняг имат дълбоки символични и културни значения, които надхвърлят практическата им цел.Тези артефакти представляват усъвършенствано разбиране на “виждането” като сложно, трансформиращо преживяване, което интегрира телесно възприятие, културна практика и артистично изразяване.
Очилата не са просто функционални предмети, а неразделни компоненти на по-широка система от телесни украшения и социално представяне. Носени заедно с лицеви татуировки и декоративни ленти за вежди, те фундаментално променят визуалното и телесното представяне на носещия ги. Тази практика отразява по-дълбок културен подход, който разглежда тялото като динамично, трансформиращо платно. Концепцията за "двойна перспектива" е централна за разбирането на ролята на очилата за сняг. Те не само влияят на начина, по който ги носи носещият ги, но също така променят начина, по който другите го виждат. Когато са направени от кост, особено кост, добита от лов на животни, очилата установяват пряка символична връзка между ловеца и плячката, улеснявайки динамиката на „виждане като“ и „изглеждане като“ дадено животно, което засилва ролята на носещия ги в лова.Очилата също допринасят за "префигурацията" на лицето. Те трансформират очите на носещия ги в "мощни преобразени органи на зрението”.  Тази трансформация е свързана с по-широката инуитска практика на "телесна фигура", където тялото се превръща в платно за декорация, за да може да се трансформира в телесен и духовен аспект.
По-широката инуитска традиция на трансформация е очевидна в други практики, като превръщане на животински черва в палта или носене на птичи кожи с пера отвътре. Тази инверсия на естествения ред, при която даден обект се променя, за да се създаде нещо ново, отразява ролята на очилата за сняг в промяната на външния вид на носещия ги.
Декоративните елементи на очилата за сняг не били просто естетически украшения, а критични компоненти на културното значение. Тези модели, често под формата на редуващи се триъгълници или други дизайни, са неразделна част от начина на виждане на човека при инуитите. Сложни резби, като лентата от редуващи се триъгълници, открити върху очила, датиращи от 1200 г. сл. н. е., трансформират тези предмети от прости инструменти в сложни културни изявления относно визията, идентичността и взаимодействието с околната среда. Тези дизайни не са просто декорация, а са част от културна граматика, която помага на носещите да въплъщават нова идентичност, преминавайки между животно и човек, ловец и плячка, орнамент и фигура. Очилата за сняг, със своята трансформираща сила, помагат да се изразят тези променящи се идентичности чрез самото им носене. Когато са направени от кост, очилата са описани като създаващи "двойно значим екзоскелет" - наслояване на тялото както с кост, така и с орнаменти. Тази практика подсили вярата на инуитите, че самото тяло може да бъде обект на трансформация, служейки едновременно като защита и символ на по-дълбоки духовни или социални значения.
Визуалната култура на инуитите подчертава присъщата връзка между виждането и това да бъдеш видян. Очилата за сняг правят тази връзка ясна, подчертавайки, че това да бъдеш видян не е пасивно преживяване, а активен, трансформиращ процес. Очилата буквално и метафорично променят възприятието и социалното представяне на носещия ги.
Местните устни истории подчертават върховенството на визията. Истории като тази на Aningaaq/Igaluk, където главният герой лекува слепотата и намира пътя си към дома чрез остро наблюдение, подчертават културното значение на зрението. Историята на Седна, илюстрира как очилата могат да символизират маскировка и трансформация която размива границите на реалността. В този разказ ухажорът носи очилата като част от маскировката, за да скрие истинската си самоличност и так да преласти Седна.
Очилата въплъщават дълбоко културно разбиране, че зрението не е просто физически акт, а сложно, трансформиращо културно преживяване.
Този подход към визуалната култура активно се съпротивлява на европейските представяния за Арктика като празна или неразгадаема. Вместо това, той разкрива богат, динамичен светоглед, който възхвалява технологичните иновации, артистичната изтънченост и нюансираното разбиране на взаимоотношенията между хората и околната среда.

## Терминология
В различни диалекти на инуитския език може да се използват различни думи за „слънчеви очила“.
- inukhuk/inuksuk - на инуитския език[7][8]
- ilgaak (ᐃᓪᒑᒃ) – в диалекта Kivalliq
- iggaak (ᐃᒡᒑᒃ) – в диалекта North Baffin
- nigaugek – в Централен Юпик
- igguag – в Cup'ig
- iyegaatek – в Siberian Yupik[3]

## Галерия
- Снежни очила от инуит от Аляска; горните са изработени от издълбано дърво (1880 – 1890 г.), а тези отдолу са от рог на карибу (1000 – 1800 г.)
- Традиционни ескимоски „очила“ за предпазване от снежна слепота: парче от еленов рог с тънки прорези, придържано към главата с примка от еленови сухожилия
- Дървени ескимоски очила
- Съвременни ескимоски очила от слонова кост